# Мори (княжество, Бунго)
Княжество Мори (яп. 森藩 Мори-хан) — феодальное княжество (хан) в Японии периода Эдо (1601—1871). Мори-хан располагался в провинции Бунго (современная префектура Оита) на острове Кюсю.

## Краткая история
Административный центр: город Мори уезда Кусу (современный посёлок Кусу префектуры Оита).
Доход хана: 12 500 коку риса.
Княжество управлялось родом Курусима, который принадлежал к тодзама-даймё и имел статус правителя лагеря (陣屋). Главы рода имели право присутствовать в вербовом зале сёгуна.
Род Курусима управлял княжеством Мори в период Эдо. Род вёл своё происхождение от Курусимы, который в период Сэнгоку занимался пиратством во Внутреннем Японском море. Курусима Нагатика (позднее — Ясутика) владел доменом Кидзима (14 тысяч коку) в провинции Иё. В 1600 году во время кампании при Сэкигахаре он принял сторону западной коалиции под предводительством Исида Мицунари. Несмотря на это, при содействии родственников его жены Фукусима Масанори и Хонда Масанобу Курусима Нагатика смог сохранить свой домен. В 1601 году он был переведён в Мори-хан в провинции Бунго с доходом в 14 000 коку риса.
Семья Курусима владела княжеством Мори до Реставрации Мэйдзи. Во время Войны Босин Курусима поддержал императорское правительство в борьбе против сёгуната Токугава.
В 1871 году после административно-политической реформы Мори-хан был ликвидирован. Первоначально на территории бывшего княжества была создана префектура Мори, которая позднее стала частью префектуры Оита.
В 1884 году род Мори получил титул виконта (сисяку) в новой японской аристократии (кадзоку).
Японский автор детской литературы Курусима Такэхико (1874—1960), потомок княжеского рода Курусима из Мори-хана.

## Правители Мито-хана
| №  | Имя и годы жизни              | Имя и годы жизни | Годы правления | Ранг, титул     | Примечания                                |
| -- | ----------------------------- | ---------------- | -------------- | --------------- | ----------------------------------------- |
| 1  | Курусима Нагатика (1582—1612) | 久留島長親       | 1601 — 1612    | 従五位下        | Старший сын Курусимы Митифусы (1562—1597) |
| 2  | Курусима Митихару (1607—1655) | 久留島通春       | 1612 — 1655    | 従五位下 丹波守 | Сын Курусимы Нагатики                     |
| 3  | Курусима Митикиё (1629—1700)  | 久留島通清       | 1656 — 1700    | 従五位下 信濃守 | Сын Курусимы Митихару                     |
| 4  | Курусима Митимаса (1661—1719) | 久留島通政       | 1700 — 1719    | 従五位下 伊予守 | Старший сын Курусимы Митикиё              |
| 5  | Курусима Терумити (1704—1764) | 久留島光通       | 1719 — 1764    | 従五位下 信濃守 | Третий сын Курусимы Митисады              |
| 6  | Курусима Митисуке (1738—1791) | 久留島通祐       | 1764 — 1791    | 従五位下 信濃守 | Седьмой сын Курусимы Терумити             |
| 7  | Курусима Мититомо (1759—1798) | 久留島通同       | 1791 — 1798    | 従五位下 出雲守 | Сын Курусимы Терумити                     |
| 8  | Курусима Митихиро (1787—1846) | 久留島通嘉       | 1798 — 1846    | 従五位下 伊予守 | Второй сын Курусими Мититомо              |
| 9  | Курусима Митиката (1811—1850) | 久留島通容       | 1846 — 1850    | 従五位下 安房守 | Третий сын Курусимы Митихиро              |
| 10 | Курусима Митиаки (1828—1868)  | 久留島通明       | 1850 — 1852    | 従五位下 出雲守 | Сын Курусимы Митихиро                     |
| 11 | Курусима Мититанэ (1829—1859) | 久留島通胤       | 1852 — 1859    | 従五位下 信濃守 | Сын Курусимы Митихиро                     |
| 12 | Курусима Митиясу (1851—1879)  | 久留島通靖       | 1859 — 1871    | 従五位下 伊予守 | Сын Курусимы Мититанэ                     |